# Schweizer Futsalmeisterschaft 2016/17
Die 11. Schweizer Meisterschaft im Futsal begann am 17. September 2016 und endete am 11. März 2017.
Der FC Silva stieg zum ersten Mal in die SFPL auf und ersetzte den Absteiger FC Uetendorf. Lugano Pro Futsal zog sich kurz vor Saisonstart aus finanziellen Gründen zurück. Da dies kurzfristig geschah, konnte kein Team Lugano ersetzen. Somit war der Absteiger schon vor Saisonbeginn festgelegt.
Aufsteiger Silva konnte den ersten Platz in der Qualifikation sichern. Im Finale mussten sich die Waadtländer jedoch Futsal Minerva geschlagen geben. Vor 2'000 Zuschauer in der Sporthalle Weissenstein in Bern setzte sich Futsal Minerva mit 5:2 durch und stieg mit dem dritten Titel der Vereinsgeschichte zum alleinigen Rekordmeister auf.
Nach langer Zeit konnte wieder ein Schweizer Nationalspieler die Torjägerkrone gewinnen. Evangelos Marcoyannakis von Mobulu Futsal Uni Bern traf 24 Mal, teilte sich die Krone jedoch mit Tiago Jose Oliveira vom Vizemeister FC Silva.

## Swiss Futsal Premier League – 2016/17
Die ersten vier Teams qualifizierten sich für die Playoffs, während der Letztplatzierte in die NLA abstieg.

### Qualifikation Swiss Futsal Premier League
|     | Verein                       | R  | S  | U | N  | Tore   | Diff. | Punkte |
| --- | ---------------------------- | -- | -- | - | -- | ------ | ----- | ------ |
| 1.  | FC Silva (A)                 | 16 | 14 | 1 | 1  | 105:42 | +63   | 43     |
| 2.  | Futsal Minerva               | 16 | 13 | 1 | 2  | 92:38  | +54   | 40     |
| 3.  | Mobulu Futsal Uni Bern       | 16 | 9  | 3 | 4  | 70:54  | +16   | 30     |
| 4.  | Futsal Löwen Zürich          | 16 | 8  | 2 | 6  | 74:72  | +2    | 26     |
| 5.  | Futsal Maniacs (M)           | 16 | 7  | 2 | 7  | 70:68  | +2    | 23     |
| 6.  | Uni Futsal Team Bulle        | 16 | 6  | 1 | 9  | 86:97  | −11   | 19     |
| 7.  | Futsal Team Fribourg Old Fox | 16 | 6  | 1 | 9  | 65:69  | −4    | 19     |
| 8.  | MNK Croatia 97               | 16 | 2  | 2 | 12 | 65:112 | −47   | 8      |
| 9.  | Benfica Rorschach            | 16 | 0  | 1 | 15 | 49:124 | −75   | 1      |
| 10. | Lugano Pro Futsal (R)        | 0  | 0  | 0 | 0  | 0:0    | 0     | 0      |

| Legende | Legende    |
| ------- | ---------- |
|         | Halbfinals |
|         | Abstieg    |
| (M)     | Meister    |
| (A)     | Aufsteiger |
| (R)     | Rückzug    |

|    | Team                         | Silva | Minerva | Mobulu | Löwen | Maniacs | Bulle | Old Fox | Croatia | Benfica |
| -- | ---------------------------- | ----- | ------- | ------ | ----- | ------- | ----- | ------- | ------- | ------- |
| 1. | FC Silva (A)                 |       | 2:1     | 3:0    | 5:5   | 5:1     | 8:2   | 8:5     | 12:6    | 17:1    |
| 2. | Futsal Minerva               | 1:4   |         | 4:0    | 8:3   | 6:1     | 8:5   | 1:0     | 6:1     | 8:1     |
| 3. | Mobulu Futsal Uni Bern       | 6:3   | 3:3     |        | 6:3   | 5:7     | 3:3   | 1:1     | 5:2     | 8:3     |
| 4. | Futsal Löwen Zürich          | 2:4   | 4:5     | 4:3    |       | 5:5     | 4:2   | 2:4     | 6:3     | 7:6     |
| 5. | Futsal Maniacs (M)           | 3:7   | 3:5     | 5:6    | 6:3   |         | 6:3   | 2:6     | 0:2     | 7:2     |
| 6. | Uni Futsal Team Bulle        | 2:8   | 3:11    | 5:7    | 7:13  | 4:6     |       | 8:1     | 12:5    | 12:3    |
| 7. | Futsal Team Fribourg Old Fox | 2:4   | 2:7     | 3:7    | 3:5   | 3:4     | 4:6   |         | 12:4    | 6:3     |
| 8. | MNK Croatia 97               | 3:11  | 4:6     | 4:7    | 3:5   | 4:4     | 3:4   | 6:9     |         | 8:6     |
| 9. | Benfica Rorschach            | 2:4   | 2:12    | 1:3    | 2:3   | 2:10    | 7:8   | 1:4     | 7:7     |         |

### Playoffs Swiss Futsal Premier League

#### Halbfinals Hinspiele
| Datum    | Zeit  | Heimteam               | Gastteam       | Resultat |
| -------- | ----- | ---------------------- | -------------- | -------- |
| 25.02.17 | 19:30 | Mobulu Futsal Uni Bern | Futsal Minerva | 3:9      |
| 26.02.17 | 16:00 | Futsal Löwen Zürich    | FC Silva (A)   | 1:2      |

#### Halbfinals Rückspiele
| Datum    | Zeit  | Heimteam       | Gastteam               | Resultat |
| -------- | ----- | -------------- | ---------------------- | -------- |
| 04.03.17 | 20:00 | FC Silva (A)   | Futsal Löwen Zürich    | 8:3      |
| 05.03.17 | 13:30 | Futsal Minerva | Mobulu Futsal Uni Bern | 5:5      |

#### Final
| Datum    | Zeit  | Heimteam     | Gastteam       | Resultat |
| -------- | ----- | ------------ | -------------- | -------- |
| 11.03.17 | 18:30 | FC Silva (A) | Futsal Minerva | 2:5      |